# 이제르강 (프랑스)
이제르강(Isère)은 프랑스 남동부 오베르뉴론알프 레지옹에 있는 강이다. 그 발원지는 이자르강의 발원지로 알려진 빙하이며, 이탈리아와의 국경에 있는 발디제르의 스키 리조트 근처 사부아의 그라이안알프스산맥에 있는 바누아즈 국립공원에 위치한다. 론강의 중요한 좌안 지류인 이자르강은 발랑스에서 북쪽으로 몇 킬로미터 떨어진 지점에서 합류한다.
많은 강변 코뮌은 생트엘렌쉬르이제르와 로망쉬르이제르처럼 이자르강의 이름을 자신들의 이름에 포함시켰다. 데파르트망인 이제르주도 강 이름을 따서 지어졌다.

## 어원
이자르라는 이름은 "성급한 자, 빠른 자"를 의미하는 이사라(Isara)라는 형태로 처음 기록되었다. 원래 켈트어파 단어는 아니었지만, 고대에 켈트족에 의해 동화되었을 가능성이 매우 높다. 이 단어는 "성급한, 빠른, 활기찬"을 의미하는 인도유럽조어 *isərós와 관련이 있으며, 이는 같은 의미를 가진 산스크리트어 isiráḥ इसिरः อิสิระ와 유사하다. 이것은 재구성된 인도유럽어 뿌리 *eis(ə) (그리고 *is가 아닌)에 기반을 둔 것으로 추정되며, 이는 도서켈트어군에서는 발견되지 않았다.
이사라(Isara)라는 단어는 고대 갈리아와 인근 지역의 다른 많은 강 이름의 어원에 등장한다. 그 예로는 스페인의 에세라강, 독일의 이자르강, 프랑코-벨기에의 작은 이제르강, 심지어 우아즈강의 고대 이름인 이사라(Isara) (프랑스어 형용사 이자리앵(isarien)은 여전히 그 언어에 존재하며 우아즈강과 관련된 모든 것을 묘사하는 데 사용된다) 등이 있다. 비켈트어권 국가에서는 북부 이탈리아의 이자르코강, 리투아니아의 에이스라(Éisra)와 이스트라(Istrà), 체코의 이이제라강, 보스니아 헤르체고비나의 우소라강 등을 찾을 수 있다.

## 지리
이자르강의 길이는 286 킬로미터 (178 마일)이며, 서부 알프스의 이탈리아 국경 근처 발원지에서 사부아도와 타랑테즈 계곡을 가로지르고, 샤르트뢰즈 산맥과 벨르돈 산맥 사이를 가르며, 베르코르 산괴를 따라가고, 도피네 프로뱅스를 통과한 후 마침내 비바레 기슭에서 론강과 만나는 등 다양한 풍경을 가로지른다.

### 계곡

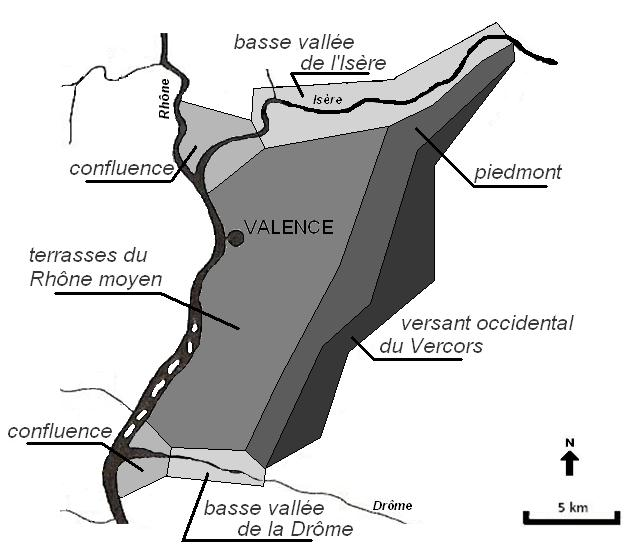
발랑스 평원 북부의 하부 이자르 계곡(바스 발레 드 이자르)

이자르강의 상류 계곡은 타랑테즈 계곡이라고 불리며, 중류 계곡은 그레시보당이라고 불린다.
하류 계곡은 Plain of Valence (발랑티누아라고도 불림)의 일부를 구성하며 강물의 깊고 구불구불한 수로가 특징이다. 이자르강은 시간이 지남에 따라 강변을 넓히기보다 하상을 더 깊이 파고들어 계단식 하안단구를 형성했다. 계곡은 명확하게 정의된 경계를 가지며 상대적으로 좁아서 폭이 2 km (1.2 mi)를 초과하지 않는다.
제4기 빙하기 동안의 충적 퇴적과 간빙기 동안의 과다침식(overdeepening)의 반복은 빙하유수 지형 시스템으로 알려져 있으며, 생마르셀레발랑스가 건설된 것과 같은 여러 계단식 단구들을 하부 이자르 계곡에 형성시켰다. 이것은 마이오세 몰라세 위에 이자르강의 대규모 충적토 퇴적으로 인해 발생했다. 오늘날 이 단구들은 여전히 발랑스 평원의 지형을 정의한다.

### 합류점

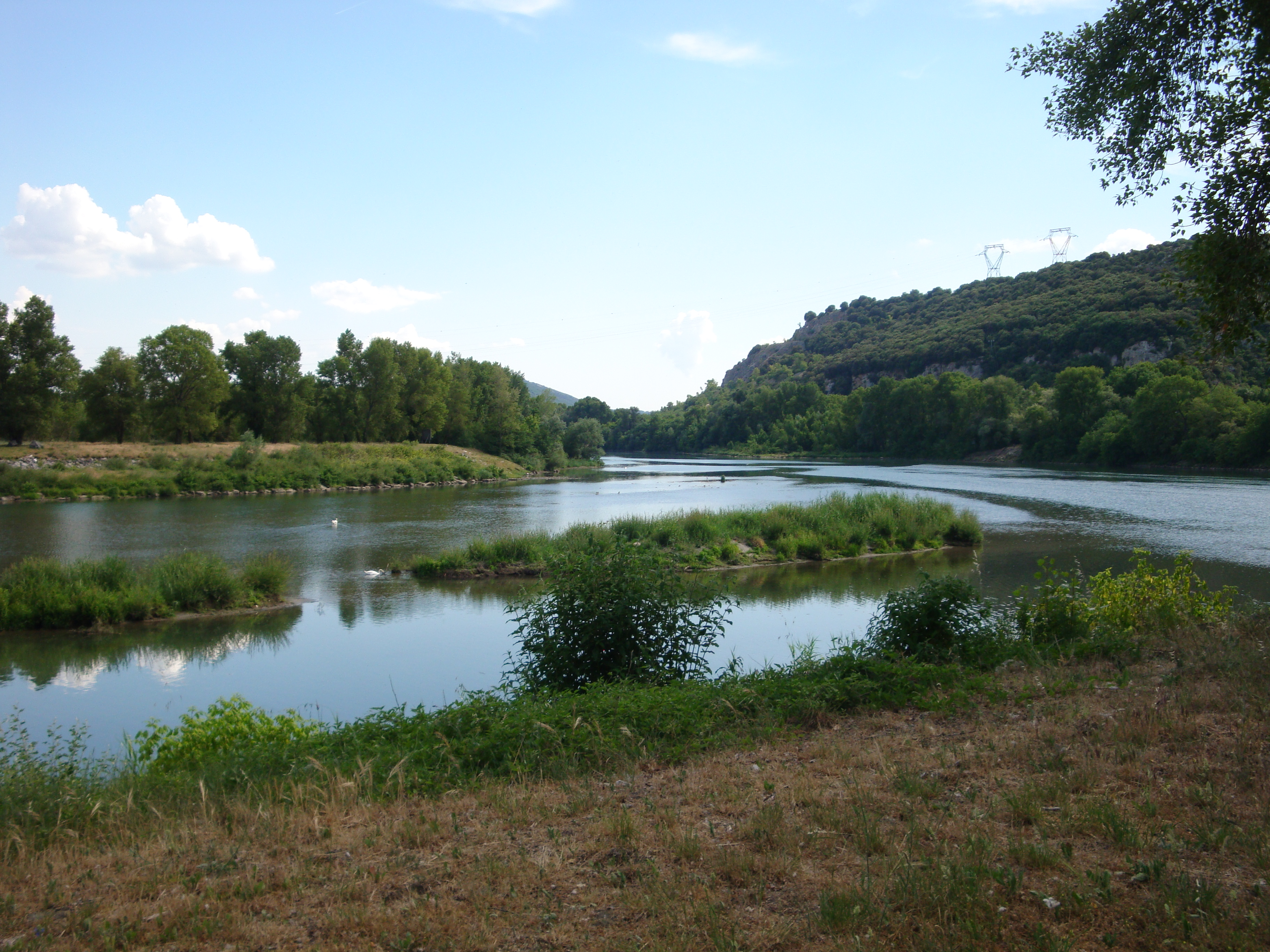
라로슈드글룅 근처의 이자르강(왼쪽)과 론강(오른쪽)의 합류

이자르강은 처음에 퐁드이제르에서 내륙 수운 목적으로 건설된 론강의 우회 수로 중 하나와 합류한다. 라로슈드글룅(수로에 의해 형성된 섬 위의 코뮌)의 남쪽 끝에서 이제르 댐은 물의 일부를 론강으로 다시 배수하고 이자르강이 부르레발랑스 댐을 통과하여 론강과의 최종 합류점에 도달할 때까지 단독으로 계속 흐르도록 허용한다.

### 주요 지류
(L) 좌안 지류; (R) 우안 지류.
- (L) Doron de Bozel([[:fr:{{{3}}}|프랑스어판]]), 38.7 km (24.0 mi)
  - (R) 도롱드샹파니, 15.9 km (9.9 mi)
  - (L) Doron des Allues([[:fr:{{{3}}}|프랑스어판]]), 20.9 km (13.0 mi)
  - (L) Doron de Belleville([[:fr:{{{3}}}|프랑스어판]]), 28.6 km (17.8 mi)
- (R) 아를리강, 34.5 km (21.4 mi)
  - (L) 셰즈강, 24 km (15 mi)
  - (L) Doron de Beaufort([[:fr:{{{3}}}|프랑스어판]]), 24.1 km (15.0 mi)
- (L) 아르크강, 127.5 km (79.2 mi)
- (L) 드라크강, 130.3 km (81.0 mi)
  - (R) Séveraisse([[:fr:{{{3}}}|프랑스어판]]), 32.9 km (20.4 mi)
  - (L) Souloise([[:fr:{{{3}}}|프랑스어판]]), 25.6 km (15.9 mi)
  - (R) Bonne (river)(프랑스어판), 40.1 km (24.9 mi)
  - (L) Ébron (river)(프랑스어판), 32.1 km (19.9 mi)
  - (R) 로망슈강, 78.4 km (48.7 mi)
  - (L) Gresse (river)(프랑스어판), 34.6 km (21.5 mi)
- (R) Vence (river)(프랑스어판), 17.2 km (10.7 mi)
- (R) 모르주강, 27.2 km (16.9 mi)
  - Fure (river)(프랑스어판), 25.3 km (15.7 mi), 모르주 수로를 통해
- (L) Bourne (Isère)(프랑스어판), 43.1 km (26.8 mi)
  - (L) Vernaison (river)(프랑스어판), 32 km (20 mi)
- (R) Herbasse([[:fr:{{{3}}}|프랑스어판]]), 40 km (25 mi)

### 이자르강변 도시
- 사부아: 발디제르, 부르생모리스, 엠, 무티에르, 알베르빌, 몽멜리앙
- 이제르주: 퐁샤라, 그르노블, 보레프
- 드롬: 로망쉬르이제르, 퐁드이제르, 라로슈드글룅

## 수문학
이자르강의 길이는 286 km (178 mi)이며, 유역 분지는 11,890 km2 (4,590 mi2)를 덮는다.
강의 수직 단면은 여러 구역으로 나뉜다:

이자르강의 세로 단면. 수직: NGF 고도(m). 수평: 강어귀로부터의 거리(km).

- 발원지부터 생트푸아타랑테즈까지 (경사가 약 25%인 발원지는 제외),[8] 이자르강의 평균 경사는 5.1%로, 다소 제한된 계곡(숲, 협곡, 더 위쪽으로는 초원)에 위치한다.
- 무티에르까지는 경사가 1.18%이다.
- 아를리강과 합류하기 전에는 경사가 0.53%에 불과하다.
- 그르노블까지는 경사가 0.136%로 감소한다.
- 그르노블 하류에서는 0.1%이다.

이자르강의 흐름은 58년(1956년부터 2015년까지) 동안 드롬 데파르트망의 보몽몽퇴에서 관측되었으며, 이곳은 강이 론강과 합류하는 지점 근처에 위치한다. 보몽몽퇴에서의 강 유량은 329 cubic meters per second (11,600 cubic feet per second)로 측정되었다.
이자르강의 큰 계절적 변동은 대부분 눈 녹음물에 의해 공급되는 강의 전형적인 특징이다. 봄철 홍수는 4월부터 7월까지 (5월과 6월에 정점) 평균 월간 방류량을 382 (13,500)에서 500 m3/s (18,000 cu ft/s)로 증가시키며, 가을과 겨울에는 8월부터 2월까지 수위가 낮아져 9월에는 월별 평균 최소 방류량이 246 m3/s (8,700 cu ft/s)이다. 일반적으로 이자르강은 연중 매우 풍부한 수류를 자랑한다.
틀:River discharge
그러나 VCN3은 5년 가뭄 동안 110 m3/s (3,900 cu ft/s)까지 떨어질 수 있는데, 이는 매우 낮은 수치이다.
반면, 급격한 해빙이나 가을의 폭우로 인해 심각한 홍수가 발생할 수 있다. 실제로 QIX 2와 QIX 5는 각각 1,200 (42,000)와 1,500 m3/s (53,000 cu ft/s)이다. QIX 10은 1,700 m3/s (60,000 cu ft/s)이다. QIX 20은 1,900 m3/s (67,000 cu ft/s)에 달하며, QIX 50은 2,200 m3/s (78,000 cu ft/s)까지 상승하는데, 이는 타른강과 같은 프랑스 남부의 다른 강들에 비해 여전히 보통 수준이다.
기록된 최고 순간 유량은 1960년 9월 16일 2,050 m3/s (72,000 cu ft/s)였으며, 같은 해 10월 7일의 최고 일일 유량은 1,510 m3/s (53,000 cu ft/s)였다.
이자르강의 유역 분지의 유출 심도는 연간 882 밀리미터 (34.7 인치)로, 프랑스 평균보다 상당히 높으며 론강의 유역 분지(66,450 km2 (25,660 mi2)의 표면적에 대해 발랑스에서 666 mm (26.2 in))보다 분명히 우수하다. 비유량은 유역 분지 제곱킬로미터당 초당 27.9 리터이다.

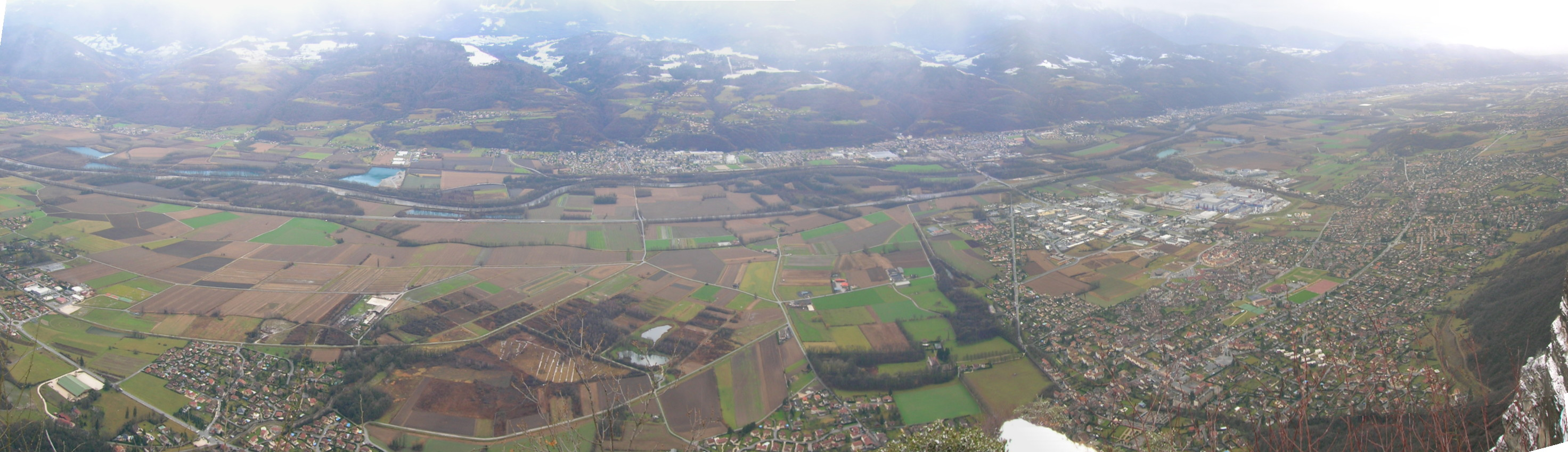
그레시보당 계곡의 이자르강, 샤르트뢰즈 산맥에서 바라본 모습

## 갤러리

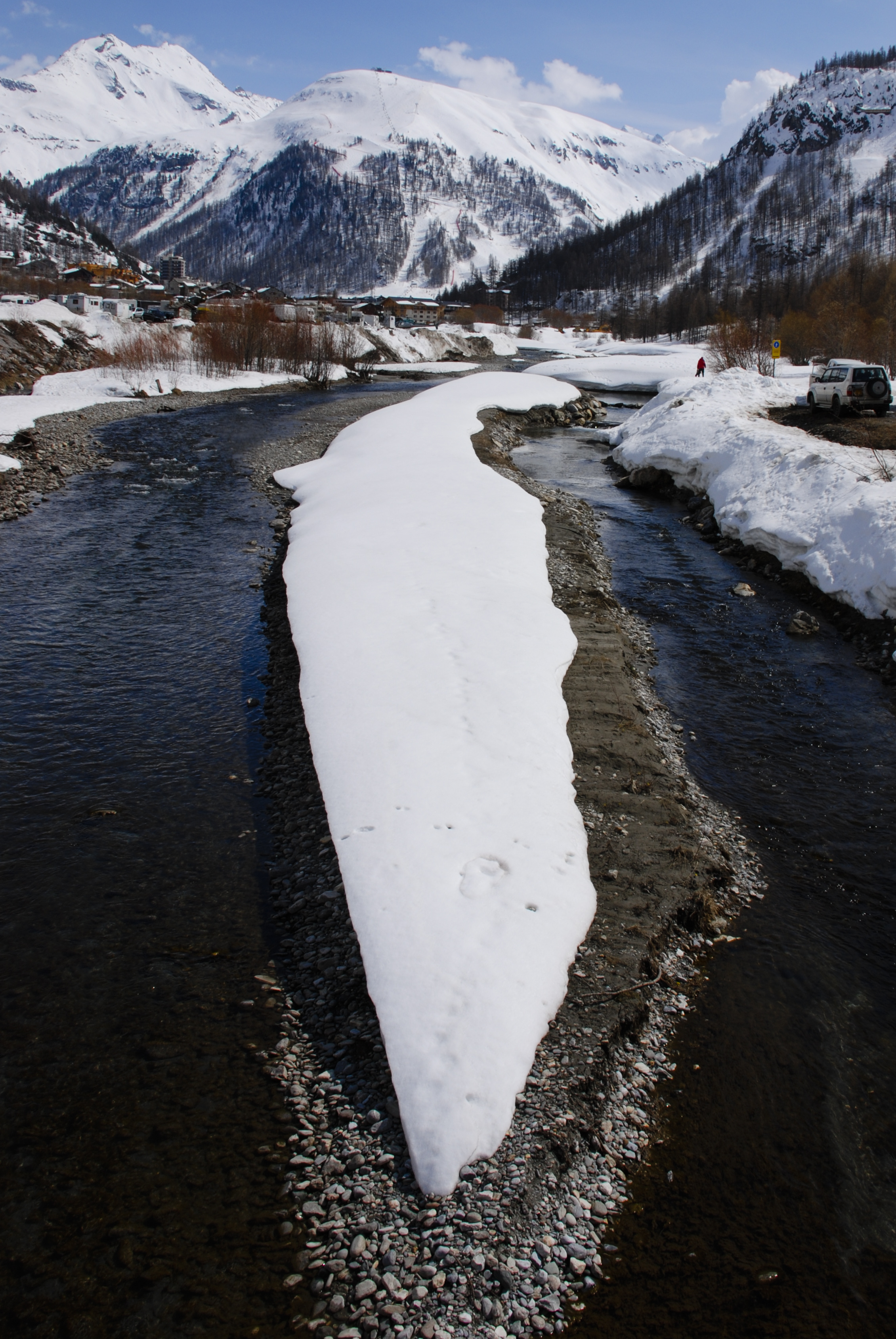
발디제르 근처 라 다유에서 바라본 이자르강
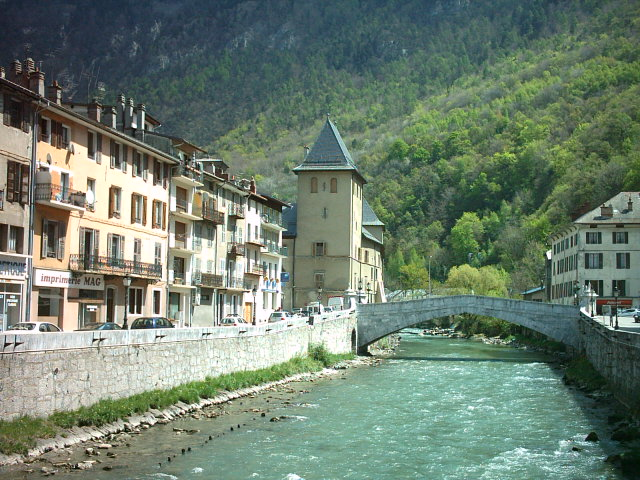
무티에르: 이자르강과 대성당
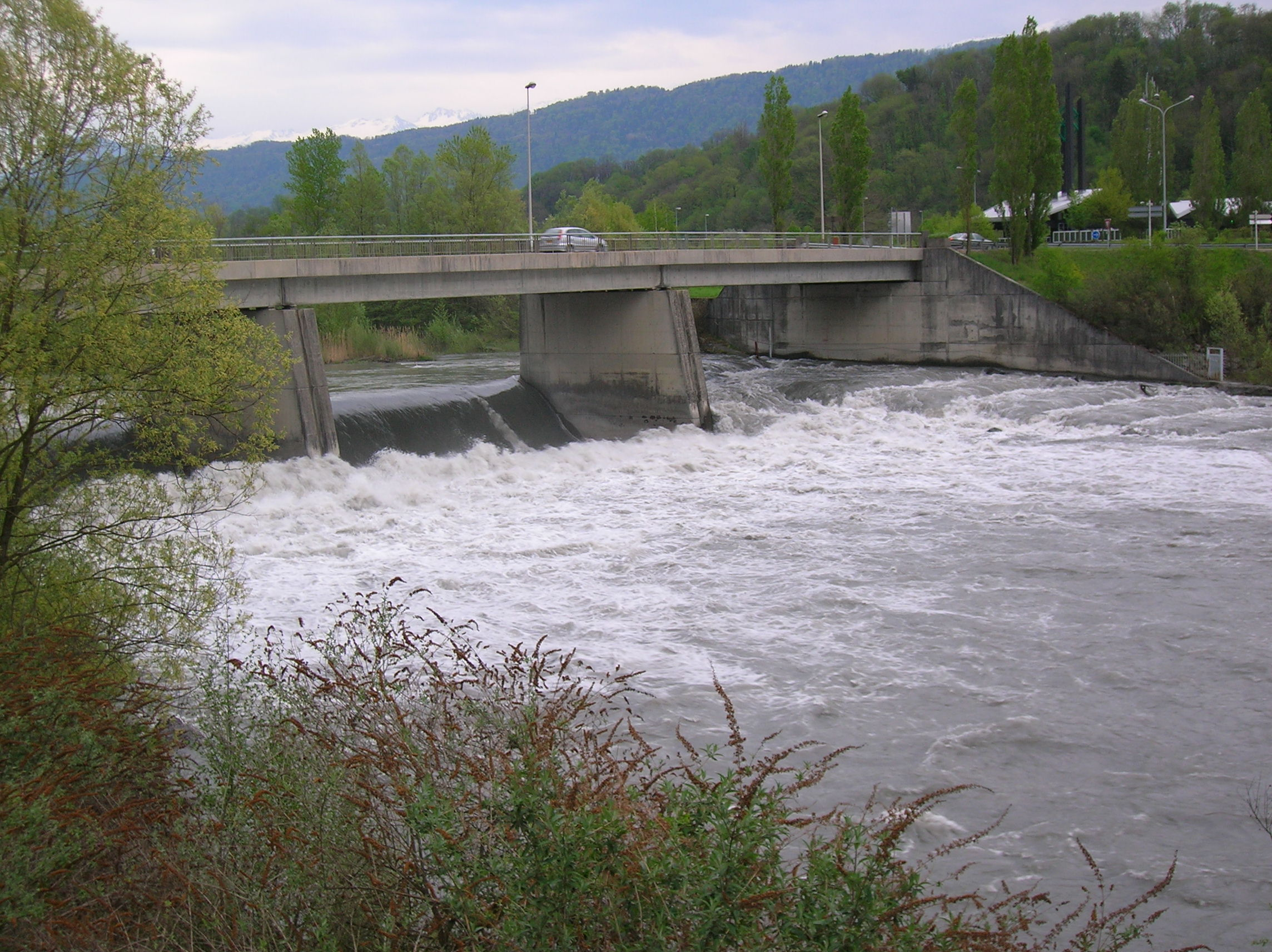
몽멜리앙의 이자르강 다리
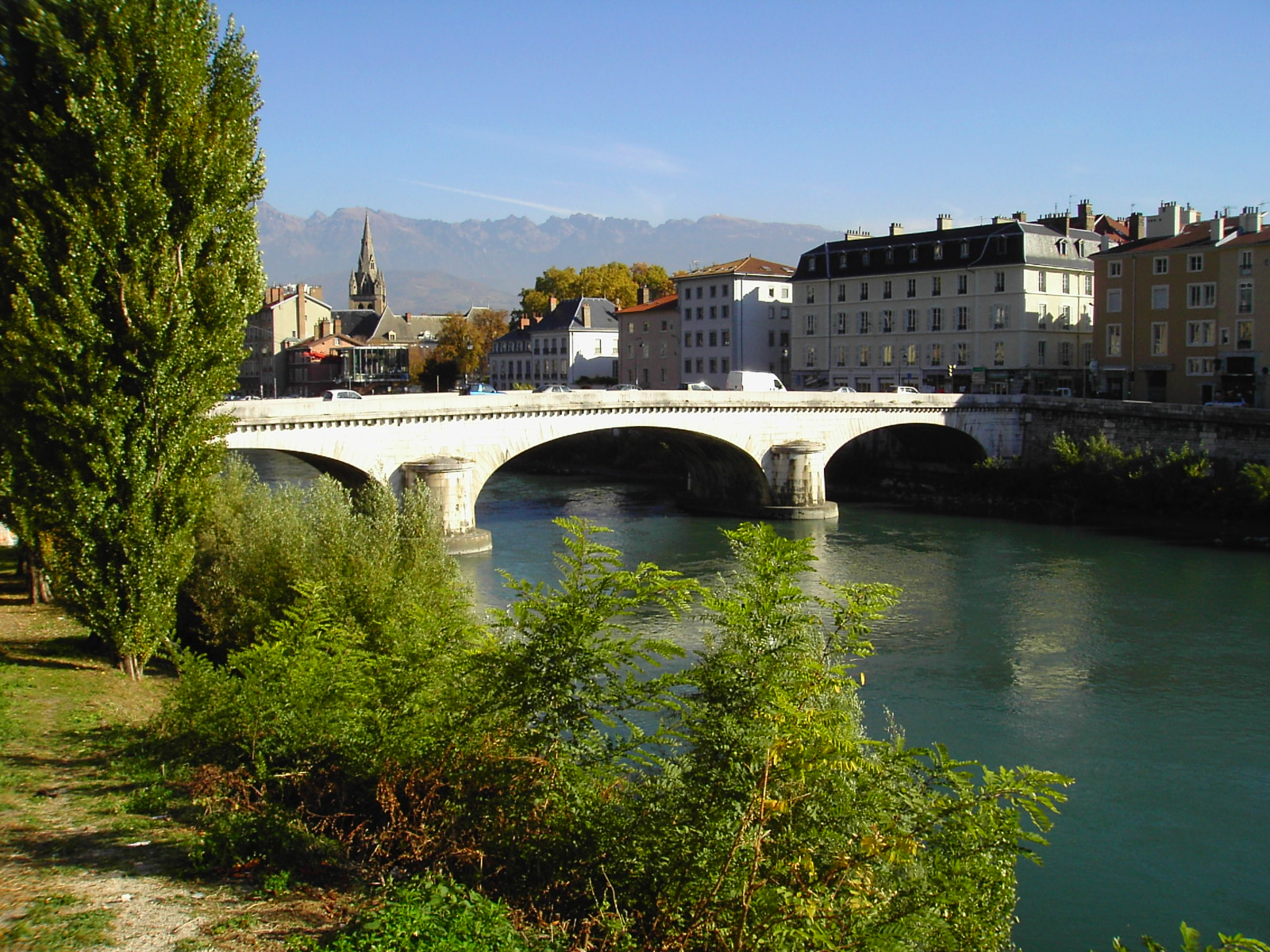
그르노블을 떠나는 이자르강
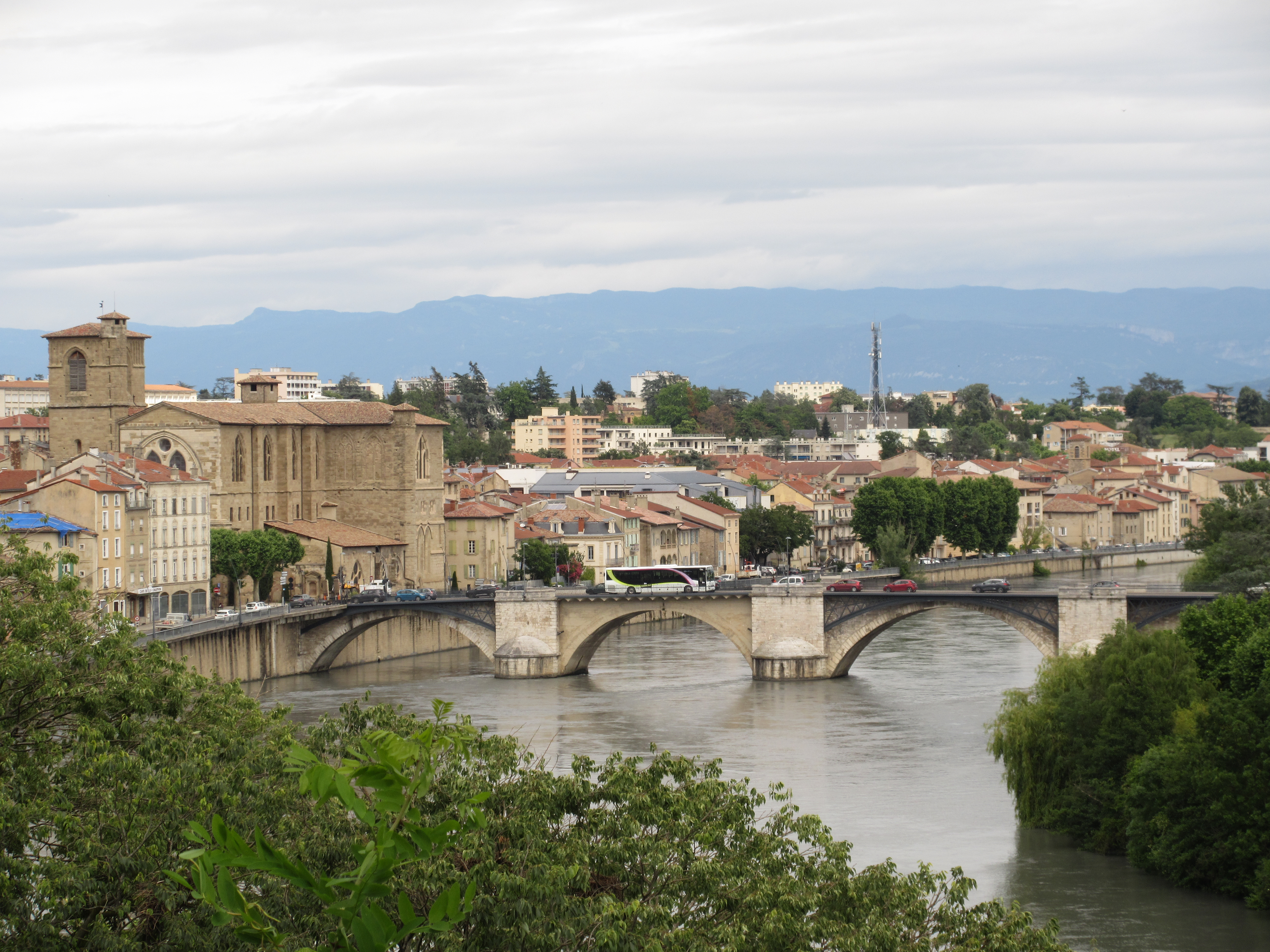
로망쉬르이제르의 이자르강
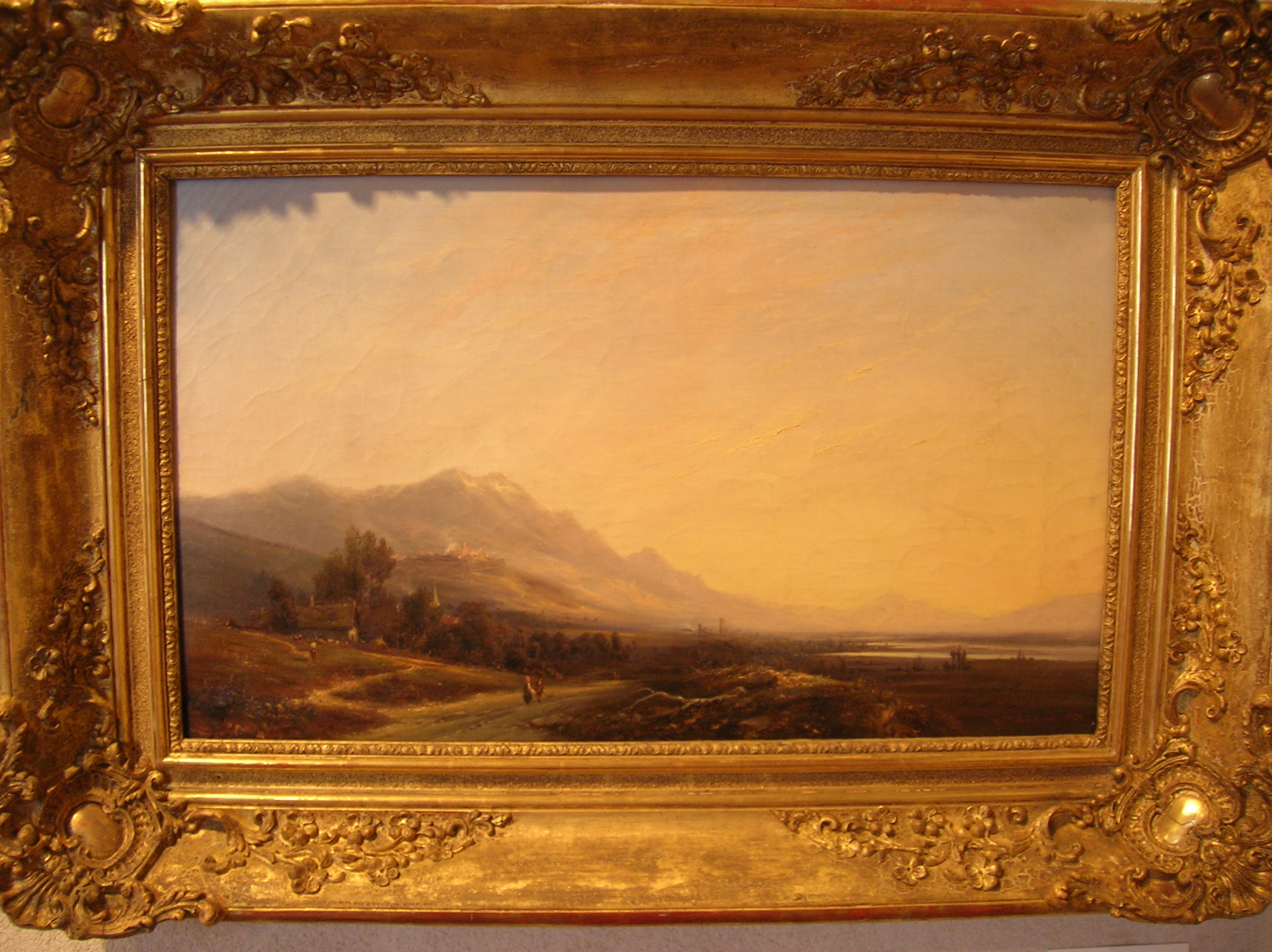
앙투안 갱드랑 이자르강 풍경 (1836)

## 같이 보기
- 프랑스의 강 목록